# Сычёв, Николай Александрович
Николай Александрович Сычёв — петербургский архитектор XIX века.
Николай Сычёв в 1868 году получил чин действительного статского советника, а в 1877 — тайного советника. С 1881 года был почётным вольным общником Императорской Академии художеств. Более 20 лет возглавлял архитектурное хозяйственное управление при Святейшем Синоде. К числу его важнейших работ относится строительство начатого по проекту И. Е. Ефимова Воскресенского Новодевичьего монастыря.

## Постройки
- 1839 — доходный дом, Климов пер., 7.
- 1849 — доходный дом, совместный проект с Н. П. Гребёнкой. Прядильный пер., 6.
- 1851 — доходный дом М. П. Титовой, совместный проект с Н. П. Гребёнкой. Садовая ул., 77 / Лермонтовский пр., 19.
- 1850-е — перестраивал здание Ярославского подворья, наб. Лейтенанта Шмидта, 39.
- 1853—1856 — здание Александро-Невского Антониевского духовного училища, наб. Обводного канала, 9 (?), 17Б (?).
- 1856 — доходный дом, Фурштатская ул., 33.
- 1857 — доходный дом (надстройка и расширение), наб. р. Фонтанки, 163 / Прядильный пер., 12.
- 1858—1859 — флигели при Духовной семинарии, наб. Обводного канала, 17.
- 1859—1860 — склады бутылочного стекла А. М. Северова, Гороховая ул., 49[3].
- 1860 — церковь св. Митрофания при Синодальном подворье, Звенигородская ул., 12 / ул. Правды, 17.
- 1868—1872 — флигели Воскресенского Новодевичьего монастыря, Московский пр., 100[4][1].